# Denis Lawson
Denis Lawson (født 27. september 1947 i Glasgow i Skotland) er en skotsk skuespiller mest kendt for sin rolle som Wedge Antilles i Star Wars-filmene. I 2019 genoptog han sin rolle i Star Wars: The Rise of Skywalker. Lawson er onkel til skuespilleren Ewan McGregor.